# 앨 스미스
앨프레드 ("앨") 이매뉴얼 스미스 주니어(Alfred ("Al") Emanuel Smith, Jr., 1873년 12월 30일~1944년 10월 4일)은 미국의 정치인으로 4번이나 뉴욕 주지사로 선출되었고, 1928년 미국 대통령 선거에서 민주당 후보였다. 그는 주요 정당의 지면 후보로서 첫 로마 가톨릭 교도이자 아일랜드계 미국인이었다. 그는 그러고나서 엠파이어 스테이트 잉크의 회장이 되었고, 대공황 동안 엠파이어 스테이트 빌딩의 건설에서 수단이 되어 미국의 가장 잘 알려진 랜드마크(경계표)들 중의 하나를 창조하였다. 그는 자신의 정치적 의제에 높이 복지 문제들을 놓아 저소득층들, 공장 법률의 개혁, 어린이 돌보기, 다른 목적들 중에 정신병 관리를 위하여 주택 공급을 향상시키는 데 일하였다. 그는 가능한 경우 분극을 피하는 방법 같은 방향에서 자신의 정치적 사업을 수행하였고, 가능한 경우 공화당의 후원을 끌어들이는 방법 같은 방향에서 입법을 대표하였다. 그는 소수가 아닌 많은 사람들에게 봉사하고, 작지만 강력한 관심사들의 영향력을 줄이는 데 노력하였다.

## 어린 시절
뉴욕에서 앨프레드 이매뉴얼 스미스 1세와 캐서린 멀빌힐에게 태어난 스미스는 당시 건설 아래에 있던 브루클린 교의 시야 내에서 올리버 스트리트에 위치한 다민족 거주지 맨해튼의 로어 이스트 사이드에서 자라왔다. 그의 4명의 조부모들은 아일랜드, 독일, 이탈리아와 잉글랜드 계통이었으나 스미스는 아일랜드계 미국인 공동체와 신분을 증명하였고 1920년대에 지도적인 대변인이 되었다. 작은 트럭 운송 회사를 소유한 남북 전쟁 베테랑인 부친이 사망할 때 스미스는 13세였으며 14세때 가족을 성원하는 도움을 주는 데 교구 설립 학교 세인트제임스 스쿨을 그만 두어야 했다. 그는 전혀 고등학교 혹은 대학에서 수학하지 않았고, 자신의 가족을 성원하는 데 한주에 12 달러를 벌은 풀턴 수산 시장에서 일하면서 사람들에 관하여 공부하면서 그들에 관하여 배웠다고 주장한다. 뛰어난 아마추어 배우였던 그는 주목할 만한 연설자가 되었다. 1900년 5월 6일 스미스는 캐서린 던과 결혼하여 5명의 자식들을 두었다.

## 정치 경력

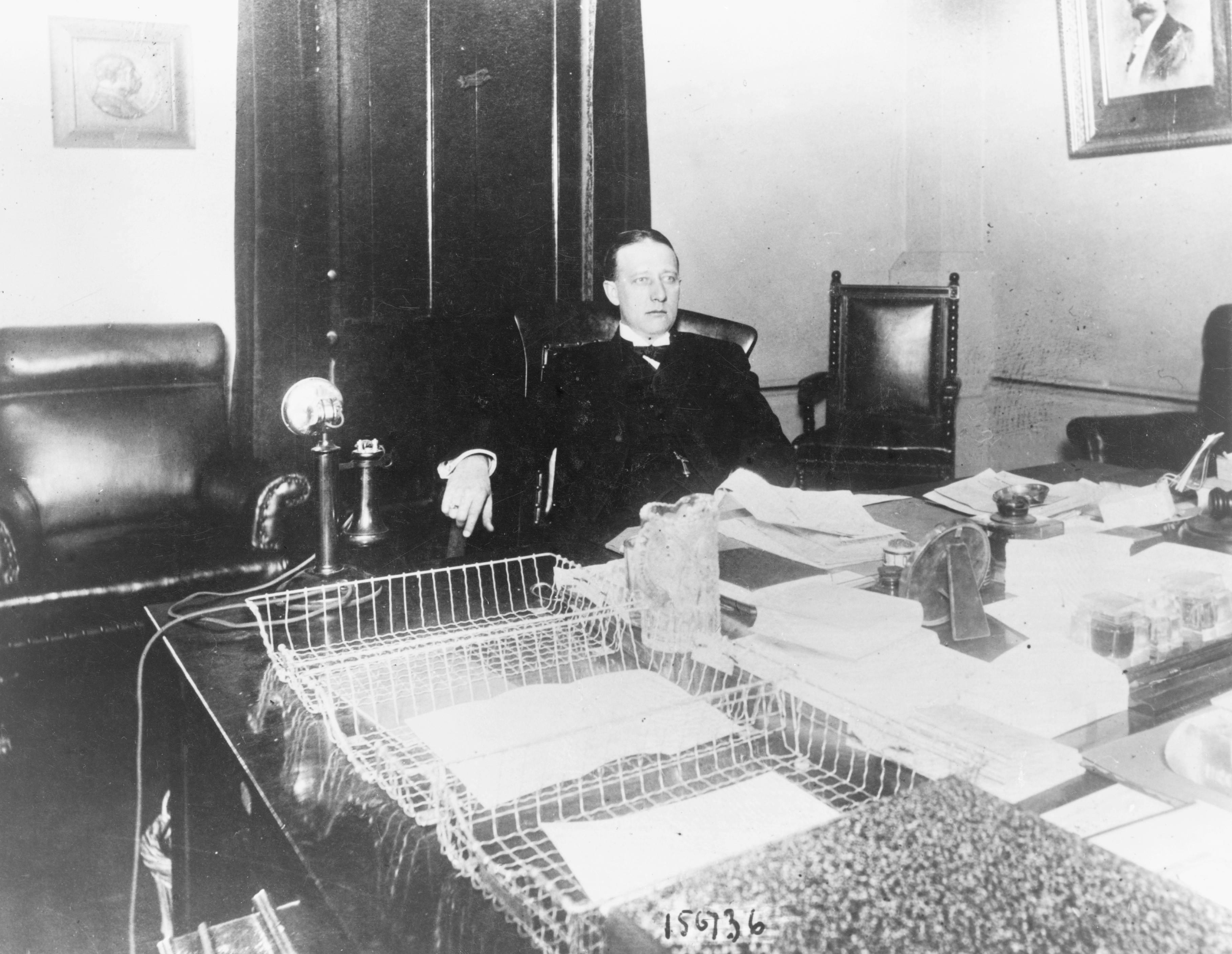
뉴욕주의사당의 자신의 사무책상에서 (1913년)

자신의 정치 경력에서 그는 자신의 근로자 계급 시작들에 거래하였고, 이민자들과 자신의 신분을 증명하였으며 사람들의 남자로 캠페인을 벌였다. 태머니 홀의 정치적 기계이자 특히 "사일런트"로 알려진 그 지배자 찰리 머피에게 부채가 있었어도 스미스는 부패에 의하여 변질되지 않은 채로 남아있었고 진보적 입법의 이행을 위하여 일하였다.

### 주의 입법부
스미스의 첫 정치적 직업은 1895년 배심원 지방 행정관의 사무실에서 사무원으로서였다. 1903년 그는 뉴욕주의사당으로 선출되었다. 그는 1911년 비참한 트라이앵글 셔츠웨이스트 공장 화재에 100명의 근로자들이 사망한 후 공장의 상태를 조사하는 데 임명된 행정관의 부의장을 지냈다. 스미스는 위험하고 건강에 해로운 조건들에 대항하는 운동에 참여하여 교정 입법을 정당화하였다. 1911년 민주당원들은 주의 의사당에서 의석의 다수를 얻었고, 스미스는 권력적인 미국 세입위원회의 의장이 되었다. 1912년 다수의 감소에 이어 그는 소수의 지도자가 되었다. 민주당원들이 다음 선거에서 다수를 되찾을 때 그는 1913년 회의를 위하여 연설자가 되었다. 그는 공화당원들이 다시 다수를 이겼을 때 다시 소수의 지도자가 되어 1915년 뉴욕군의 보안관으로서 자신의 선거까지 그 직위에 남아있었다. 지금까지 그는 뉴욕과 뉴욕주에서 진보주의 운동의 지도자였다. 그의 캠페인 관리인이자 최고 측근자는 프로이센 출신 유대인 이민자 벨 모스코위츠였다.

### 뉴욕 주지사

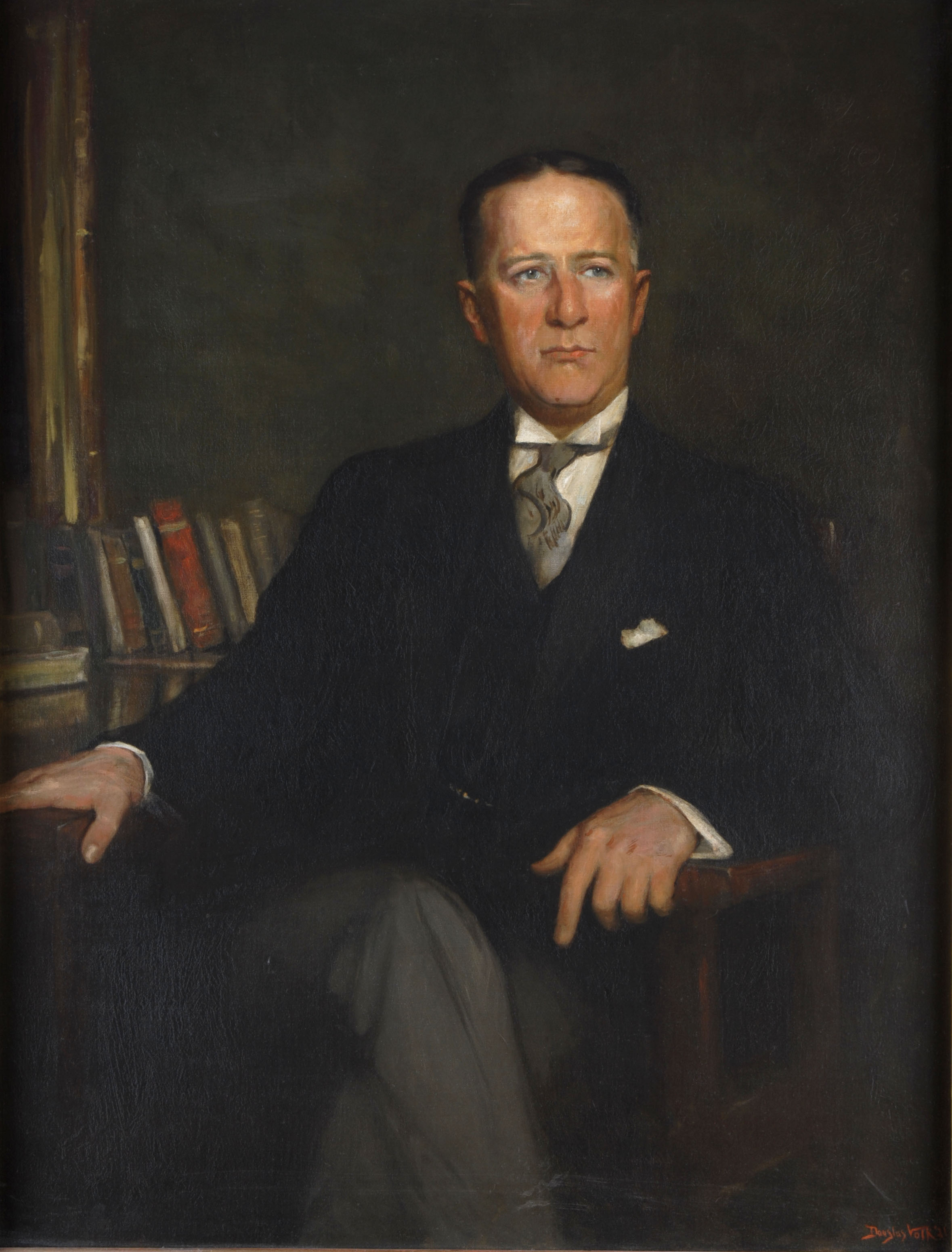
주지사로서 스미스의 초상화(더글러스 볼크 작)

1916년에 시작된 뉴욕군 보안관의 후원이 풍부한 직업을 지낸 후 스미스는 태머니 홀의 지배자 찰리 머피와 자신을 북부 지방 투표로 데려온 젊은 제임스 A. 팔리의 도움과 함께 1918년 뉴욕 주지사로 선출되었다. 그는 주지사로 선출되는 데 첫 아일랜드계 미국인이었다. 1919년 그는 "내가 사진을 찍을 수 있을 만큼 열등하고 비열한 남자"라는 우명한 연설을 하여 윌리엄 랜돌프 허스트와 돌이킬 수 없는 휴식을 취하였다. 신문기자 허스트는 도시에서 민주당의 좌익 당수이자 지방 행정부를 선출하는 데 태머니 홀과 합쳤으며 우유의 값을 인하하지 않은 것에 의하여 "어린이들을 굶긴" 것으로 스미스를 공격해 왔다.
1920년 스미스는 재선을 위한 자신의 입찰을 잃었으나 제임스 A. 팔리가 그의 캠페인 관리자로 지내면서 1922년, 1924년과 1926년 주지사로서 재선되었다. 주지사로서 스미스는 주정부를 더욱 효율적으로 만들고 사회의 필요성을 만남에서 더욱 효과적으로 만드는 데 추구한 진보주의자로서 국내적으로 알려지게 되었다. 그의 어린 보조인 로버트 모지스는 국가의 첫 주립 공원 제도를 건설하였고 문관 근무 제도를 개혁하였으며 스미스는 후에 그를 뉴욕의 주무장관으로 임명하였다. 그의 기간 동안 뉴욕주는 많은 주들을 앞서 후에 프랭클린 D. 루스벨트 대통령의 노동장관 프랜시스 퍼킨스의 도움과 함께 근로자들의 보수, 여성의 연금, 어린이와 여성의 노동을 다스리는 법률을 강화하였다. 1924년 그는 대통령을 위한 민주당 후보 지명을 비성공적으로 추구하여 린치와 인종적 폭력을 비난하여 시민 자유의 원인을 증진하였다. 루스벨트는 자신이 스미스를 "정치적 전장의 행복한 전사"로서 경례한 후보 지명 연설을 하였다.

### 1928년 미국 대통령 선거

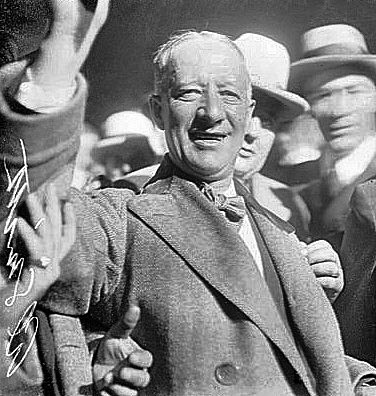
대통령 선거 운동을 벌이는 스미스

공화당은 자신들의 대통령 후보 허버트 후버가 계속 하겠다고 맹세한 1920년대의 경제적 붐에 높이 타고 있었다. 역사가들은 후버가 전혀 직무를 위하여 나가지 않았어도 반가톨릭 감정과 더불어 번영이 그의 선거를 피할 수 없도록 만들었다고 동의하였다. 1928년 미국 대통령 선거에서 후버는 압도적 대승리에 스미스를 꺾었다.
스미스는 주요 정당의 대통령 후보 지명을 이기는 데 첫 가톨릭이었다. 주요 논쟁적 문제는 금주법의 연장이었다. 국가의 헌법의 일부로서 그 지위에 불구하고 스미스는 개인적으로 휴식의 호의 혹은 금주법의 폐지에 있었으나 민주당은 문제에 북부와 남부로 갈라졌다. 선거 운동이 있는 동안 스미스는 비위원회 진술들과 문제를 피하려고 하였다.
스미스는 후버만큼 좋은 정부와 효율의 명료한 지수였다. 그러나 자신의 선거 운동에 "기록을 봅시다"라고 말한 것으로 알려지게 되었다. 스미스는 1920년과 1924년에 갈라져 온 전체의 가톨릭 투표를 휩쓸었고 처음으로, 특별히 여성들을 위하여 수백만명의 가톨릭 민족들을 투표로 데려왔다. 그는 북부의 시골과 남부의 도시와 외곽들에서 중요한 민주당 선거구들을 잃었다. 그는 딥사우스의 지지를 얻어 자신의 러닝메이트 아칸소주의 상원 조지프 로빈슨에게 부분적으로 감사하였으며 미국에서 10개의 가장 인구가 많은 도시들에서 지지를 얻었다. 스미스의 패배들 중의 일부는 대통령으로서 위협을 느낄 수 있고, 그는 자신의 평범한 선거 운동은 물론 헌법보다, 뉴욕의 권력의 두려움보다 그리고 태머니 홀과 협력한 부패의 장기적 역사의 거리에 보다 교황에게 응답하려고 하였다. 스미스의 선거 운동 테마곡 "The Sidewalks of New York" (뉴욕의 보도들)은 시골 사람들에게 호소하지 않을 것 같았고 "raddio"에 그의 도시 사투리는 약간 외국인 같이 보였다. 스미스가 뉴욕주를 패하였어도 그의 공천 후보자 루스벨트는 뉴욕 주지사로서 그를 대체하는 데 선출되었다. 얄궂게도 그것은 주지사를 위한 루스벨트의 성공적 캠페인을 벌이고, 후에 1932년과 1936년 대통령직을 위한 루스벨트의 성공적 대선 운동을 운영하는 데 스미스의 진영을 떠난 제임스 A. 팔리였다.

#### 유권자 재정렬
장기적 관점 앨 스미스는 유권자 재정렬을 시작하였다. 그는 루스벨트의 뉴딜 제휴를 안내한 계급없는 정치의 종말을 선포하였다. 한명의 정치학자가 설명하면서 "... 1928년까지 북동주의 개혁자 앨 스비스의 후보 지명과 함께 민주당원들은 후에 뉴딜 제휴의 핵심 구성 요소들이 되고 4번째 정당 제도를 특징 지운 최소의 계급 편관의 양식을 깨는 데 도시의, 육체 노동의 그리고 가톨릭 유권자들 중에 민주당원들이 이익을 낸다."고 한다. 크리스토퍼 M. 파이넌은 스미스가 상반기에 미국 정치의 자연 변화의 과소 평가의 기호라고 말한다. 그는 시골, 농업적 미국의 패권이 쇠퇴할 당시 도시, 산업적 미국의 상승하는 야망들을 대표하였다. 그는 이민자들, 특히 가톨릭과 유대인들의 희망과 열망들에 연결되었다. 스미스는 독실한 가톨릭 신자였으나 종교적 편견에 그의 분투는 그가 금주당원들에 의하여 강요된 종교적 영감의 개신교 도덕을 싸웠을 때 가끔 잘못 해석되었다.

### 루스벨트에 반대
스미스는 루스벨트의 주지사 기간 동안 그에 의하여 경련을 느꼈다. 그들은 1932년 민주당 대통령 후보 지명을 위하여 라이벌이 되었다. 후보 지명을 패한 후, 스미스는 1932년 루스벨트를 위하여 마지못해 선거 운동을 벌였다. 루스벨트 대통령이 그의 자유주의적 뉴딜 정책을 수행하기 시작했을 때 스미스는 반대와 함께 일하기 시작하였다. 스미스는 뉴딜은 좋은 정부의 진보주의적 이상의 배신이었고 비지니스와 긴밀한 협력을 목표로 반대를 운영하였다고 믿었다. 다른 현저한 보수적 민주당원들과 더불어 1934년 그는 루스벨트의 뉴딜에 정치적 반대의 초점 미국 자유 연맹의 지도자가 되었다. 스미스는 공화당 대통령 후보들 앨프 랜던(1936년)과 웬들 윌키(1940년)를 성원하였다.
개인적 원한이 루스벨트와 뉴딜과 스미스의 휴식에서 동기 부여 요인이었어도 스미스는 자신의 믿음과 정치에서 견실하였다. 파이넌은 스미스가 항상 사회적 이동성, 경제적 기회, 종교적 관용과 개인주의에 믿었다고 주장한다.

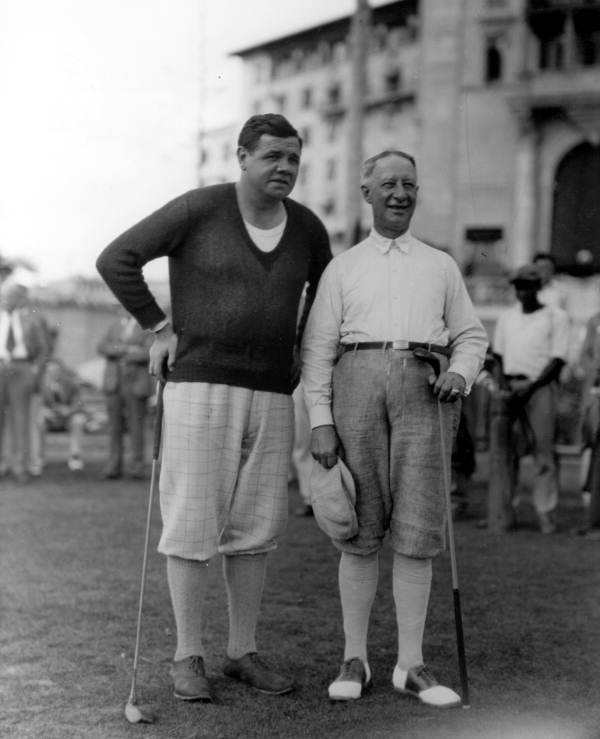
야구 전설 베이브 루스와 함께 (1930년 플로리다주 코럴게이블스의 골프 코스에서)

## 시민 생활
1928년 대통령 선거에 이어 그는 엠파이어 스테이트 빌딩을 건설하고 운영한 주식회사 엠파이어 스테이트 잉크의 회장이 되었다. 빌딩을 위한 건설은 주식회사의 회장으로서 스미스의 지시들을 따라 1930년 3월 17일 상징적으로 시작되었다. 13개월 만에 지어진 오월제 1931년 5월 1일 세계에서 가장 높은 마천루가 개장했을 때 스미스의 손자, 손녀들이 리본을 잘랐다. 스미스가 자신의 로어 이스트 사이드 저택으로부터 건설 된 것을 목격한 브루클린 교와 같이 엠파이어 스테이트 빌딩은 몇몇의 이익들에 의하여 나두어진 것보다 전부의 이익들을 합쳐 건설된 환상이자 성취였다. 대부분의 뉴욕의 사업가들 같이 스미스는 열정적으로 제2차 세계 대전을 성원하였으나 전쟁 노력에 아무 역할을 하는 데 루스벨트에 의하여 의문되지 않았다.
1939년 그는 교황권이 평신도에게 수여하는 높은 영예들 중의 하나인 교황실에 임명되었다.
5달 일찍이 암으로 사망한 자신의 부인에 마음이 아팠던 스미스는 1944년 10월 4일 70세의 나이에 뉴욕에서 사망하였다. 그는 퀸스의 캘버리 묘지에 안치되었다.

## 유산

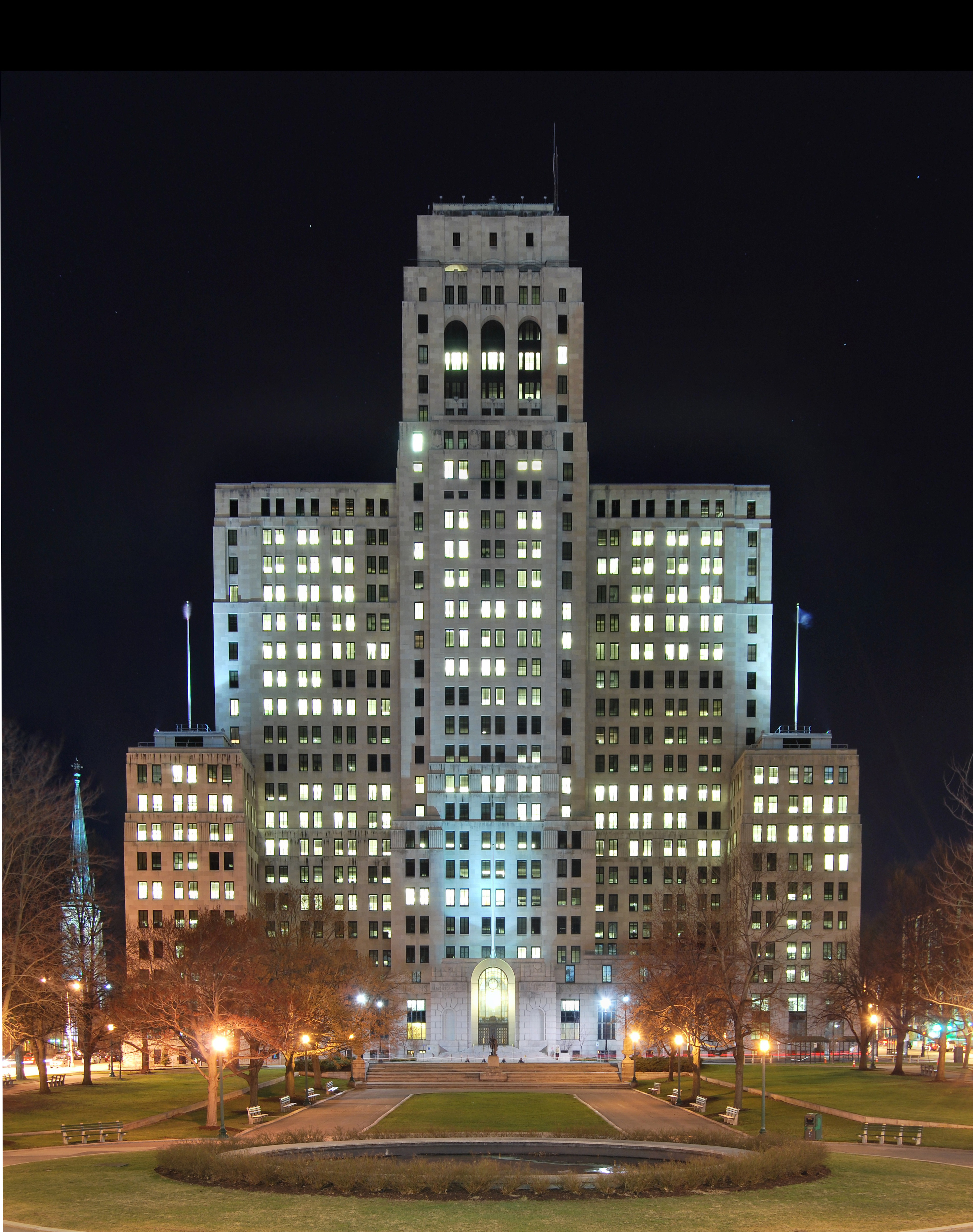
뉴욕주 올버니에 있는 앨프레드 E. 스미스 빌딩

앨 스미스는 20세기의 초기 10년간의 세월들에 두드러진 미국의 정치인이었다. 그는 뉴욕 주지사 의석의 다수의 우승자이자 1928년 대통령 선거에서 공정하게 전시하였다. 그의 가톨릭 신앙과 아일랜드계 신분 증명은 자신의 특성을 나타냈고, 그에게 미국 정계에서 선례를 정하는 도움을 주었다.

### 이름을 받은 것들
- 뉴욕주 올버니에 있는 1928년 마천루 앨프레드 E. 스미스 빌딩
- 그의 출생지 근처 로어 맨해튼에 있는 공공 주택 개발지 거버너 앨프레드 E. 스미스 주택
- 그의 출생지 근처 맨해튼 투브리지스에 있는 놀이터 거버너 앨프레드 E. 스미스 공원
- 맨해튼 투브리지스 이웃에 있는 청소년 활동 센터 앨프레드 E. 스미스 레크리에이션 센터
- 롱아일랜드에 놓인 주립 공원 거버너 앨프레드 E. 스미스 선켄 주립 공원
- 맨해튼 어퍼 웨스트 사이드에 놓인 학교 PS 163 앨프레드 E. 스미스 학교
- 맨해튼 차이나타운에 있는 학교 PS 1 앨프레드 E. 스미스 학교
- 가톨릭 자선 단체를 위하여 개최된 기금 모금 행사이자 대통령 선거 운동 흔적에 정류소 엘 스미스 디너
- 뉴욕 주립 대학교 빙엄턴 힌먼 칼리지에 있는 기숙사 스미스 홀
- 사우스 브롱크스에 있는 앨프레드 E. 스미스 직업 고등학교

## 역대 선거 결과
| 선거명      | 직책명        | 대수 | 정당   | 득표율 | 득표수 (선거인단)   | 결과 | 당락             |
| ----------- | ------------- | ---- | ------ | ------ | ------------------- | ---- | ---------------- |
| 1918년 선거 | 뉴욕 주지사   | 42대 | 민주당 | 47.36% | 1,009,936표         | 1위  | 뉴욕 주지사 당선 |
| 1920년 선거 | 뉴욕 주지사   | 43대 | 민주당 | 43.82% | 1,260,335표         | 2위  | 낙선             |
| 1922년 선거 | 뉴욕 주지사   | 42대 | 민주당 | 55.21% | 1,397,670표         | 1위  | 뉴욕 주지사 당선 |
| 1924년 선거 | 뉴욕 주지사   | 42대 | 민주당 | 49.96% | 1,627,111표         | 1위  | 뉴욕 주지사 당선 |
| 1926년 선거 | 뉴욕 주지사   | 42대 | 민주당 | 52.13% | 1,523,813표         | 1위  | 뉴욕 주지사 당선 |
| 1928년 선거 | 미국의 대통령 | 31대 | 민주당 | 40.80% | 15,015,464표 (87명) | 2위  | 낙선             |